# 三巴黎
三巴黎（印尼語：Sempalai）是印度尼西亞西加里曼丹省三發縣直木港鎮所轄的村之一，位於該鎮北部，東接Seberkat村，南鄰麻骨村，西隔三發河與打加冷鎮打加冷村相望，北鄰芒桔頭鎮三巴冷村。

## 外部連結
- （印尼文）https://tebas.sambas.go.id/desa/desa-sempalai